# Орельяна-де-ла-Сьєрра
Орельяна-де-ла-Сьєрра (ісп. Orellana de la Sierra) — муніципалітет в Іспанії, у складі автономної спільноти Естремадура, у провінції Бадахос. Населення — 292 особи (2010).
Муніципалітет розташований на відстані близько 220 км на південний захід від Мадрида, 130 км на схід від Бадахоса.

## Демографія
Динаміка населення (INE ):